# 定量分析
定量分析是一種测定物质（化合物）中各组分的相对含量的分析方法。
一般需要先进行定性分析，确定物质组分后，再选择合适的分析方法进行定量分析，因为对不同的组分元素或离子，有不同的有效的分析方法，样品中是否含有干扰离子或元素，也是选择分析方法需要考虑的因素。由于定量分析可以确定组分的含量，所以有非常大的实际应用意义。